# Gornje Vratno
Gornje Vratno falu Horvátországban, Varasd megyében. Közigazgatásilag Cesticához tartozik.

## Fekvése
Varasdtól 15 km-re északnyugatra, a Varasdot a szlovéniai Ptujjal összekötő 2-es főút mellett, a Zagorje hegyeinek északi peremén fekszik.

## Története
Gornje Vratno a község újabb alapítású települései közé tartozik. Először 1910-ben számlálták meg önállóan lakosságát, ekkor 923 lakosa volt. 1920-ig Varasd vármegye Varasdi járásához tartozott. Tűzoltóegyletét 1920-ban alapították. 2001-ben  a falunak 1132 lakosa volt, ezzel ma a község legnépesebb települése.

## Népessége
| Lakosság változása | Lakosság változása | Lakosság változása | Lakosság változása | Lakosság változása | Lakosság változása | Lakosság változása | Lakosság változása | Lakosság változása | Lakosság változása | Lakosság változása | Lakosság változása | Lakosság változása | Lakosság változása | Lakosság változása | Lakosság változása |
| ------------------ | ------------------ | ------------------ | ------------------ | ------------------ | ------------------ | ------------------ | ------------------ | ------------------ | ------------------ | ------------------ | ------------------ | ------------------ | ------------------ | ------------------ | ------------------ |
| 1857               | 1869               | 1880               | 1890               | 1900               | 1910               | 1921               | 1931               | 1948               | 1953               | 1961               | 1971               | 1981               | 1991               | 2001               | 2011               |
| 0                  | 0                  | 0                  | 0                  | 0                  | 923                | 952                | 1.101              | 1.163              | 1.194              | 1.202              | 1.150              | 1.129              | 1.169              | 1.132              | 1.301              |

## Nevezetességei
A falu új Szentháromság-kápolnája.